# جو بايدن
جوزيف روبينيت بايدن الابن (بالإنجليزية: Joseph Robinette Biden Jr) (مواليد 20 نوفمبر 1942) سياسي أمريكي شغل منصب الرئيس السادس والأربعون للولايات المتحدة من 20 يناير 2021 حتى 20 يناير 2025، كما شغل سابقًا منصب نائب رئيس الولايات المتحدة السابع والأربعين في الفترة من عام 2009 إلى 2017 إبان حكم الرئيس باراك أوباما. هو عضو في الحزب الديمقراطي، ومثّل ولاية ديلاوير كسيناتور من عام 1973 حتى أصبح نائب الرئيس في عام 2009.
وُلد بايدن في سكرانتون، بنسلفانيا، في عام 1942، وعاش هناك مدة عشر سنوات قبل أن ينتقل مع عائلته إلى ديلاوير. أصبح محاميا في عام 1969، وانتخب لمجلس مقاطعة نيو كاسل في عام 1970. انتخب أول مرة لمجلس الشيوخ في عام 1972، وأصبح سادس أصغر سيناتور في تاريخ الولايات المتحدة الأمريكية.
أُعيد انتخاب بايدن إلى مجلس الشيوخ ست مرات، وكان رابع أكبر عضو في مجلس الشيوخ عندما استقال ليتولّى منصب نائب الرئيس في عام 2009. وكان عضوا قديما ورئيسا سابقا للجنة العلاقات الخارجية. وعارض حرب الخليج عام 1991، لكنه دعا إلى تدخل الولايات المتحدة وحلف شمال الأطلسي في حرب البوسنة في عامي 1994 و1995. وصوّت لصالح القرار الذي أذن بقيام حرب العراق في عام 2002، لكنه عارض زيادة القوات الأمريكية في عام 2007. وشغل منصب رئيس اللجنة القضائية بمجلس الشيوخ، حيث تناول القضايا المتعلقة بسياسة المخدرات ومنع الجريمة والحريات المدنية، وقاد الجهود التشريعية لإنشاء قانون مكافحة الجرائم العنيفة وإنفاذ القانون، وقانون مكافحة العنف ضد المرأة. ترأس اللجنة القضائية خلال ترشيحات المحكمة العليا الأمريكية المثيرة للجدل للقاضيين روبرت بورك وكلارنس توماس.
سعى بايدن إلى الترشح عن الحزب الديمقراطي للرئاسة في عام 1988 وفي عام 2008، وفشل في كلتا المرتين بعد عروض باهتة. ثم اختاره باراك أوباما ليكون زميله في السباق الرئاسي عام 2008، والذي فاز به. أصبح بايدن أول كاثوليكي وأول شخص من ديلاوير يصبح نائب رئيس الولايات المتحدة.
أشرف نائب الرئيس بايدن على الإنفاق على البنية التحتيّة بهدف مواجهة الركود الكبير والسياسة الأمريكية تجاه العراق حتى انسحاب القوات الأمريكية في عام 2011. وقد ساعدته مقدرته على التفاوض مع الجمهوريين في الكونغرس على وضع تشريعات مثل قانون إعانات الضرائب والتأمین ضد البطالة وخلق فرص العمل في عام 2010 الذي حل أزمة الجمود الضریبي، وقانون مراقبة الموازنة لعام 2011 الذي حل أزمة سقف الدین في ذلك العام، وقانون إعفاء دافع الضرائب الأمريكي لعام 2012 الذي تناول مشكلة «الهاوية المالية» الوشیكة. وفي عام 2011، عارض تنفيذ المهمة العسكرية التي أسفرت عن مقتل أسامة بن لادن. أُعيد انتخاب أوباما وبايدن في عام 2012. وفي أكتوبر 2015، وبعد أشهر من التكهنات، اختار بايدن عدم الترشح لرئاسة الولايات المتحدة في عام 2016. وفي ديسمبر 2016، لم يستبعد احتمال ترشحه للرئاسة عام 2020، ولكنه أعلن في 13 يناير 2017، أنه لن يترشح، إلا أنه تراجع عن هذا بعد أربعة أيام فقط، ولم يستبعد مجددا عملية ترشيحه. في 12 يناير 2017، منحه أوباما وسام الحرية الرئاسي. وبعد أن ترك بايدن المنصب، عُيِّنَ أستاذا في جامعة بنسلفانيا.
بعد مناظرة يونيو 2024 مع ترامب، والتي رأي العديد أن أدائه ضعيف بها، وبعد المخاوف المتعلقة بعمره وصحته، واجه بايدن دعوات متكررة لتعليق ترشيحه، وفي 21 يوليو انسحب من السباق.

## سيرته

### بداية حياته والعائلة
ولد بايدن في 20 نوفمبر 1942 في سكرانتون، بنسيلفانيا. وهو ابن جوزيف بايدن وكاثرين إوجينيا. وكان الأول بين أربع أشقاء. تعلم الكثير من التراث الكاثوليكي الإيرلندي.
له شقيقان، جيمس براين بايدن وفرانسيس بايدن، وشقيقة، فاليري بايدن. انتقلت عائلة بايدن إلى كلايمونت، ديلاور عندما كان بايدن في العاشرة من عمره، وترعرع في ضواحي ريف نيو كاسل، ديلاور، حيث كان والده يعمل رجل مبيعات للسيارات. في عام 1961، تخرج بايدن من أكاديمية اريشمير في كلايمونت، ديلاور
في عام 1965 من جامعة ديلاور في نيوارك، حيث ضاعف دراسته في التاريخ وعلم السياسة.
وبعدها التحق بجامعة سيراكوس للقانون وتخرج في عام 1968 ودخل في سلك ديلاور في عام 1969.
في عام 1966، عندما كان في مدرسة القانون، تزوج بايدن من نيليا هانتر. ولهم ثلاثة أطفال، جوزيف بايدن، روبرت هانتر وناعومي. توفيت زوجته وابنتها في حادثة سيارة بعد وقت قصير من انتخابه في مجلس الشيوخ الأمريكي في عام 1972. وقد أصيب أبناه الصغيران، بو وهانتر بشدة من جراء الحادث، ولكنهما تماثلا تدريجيا للشفاء من إصابتهما. جلس بايدن في مكتب بالقرب منهما. مصرا على عدم الاستقالة من أجل رعايتهما، بدأ بايدن في ممارسة التغيير كل يوم مدة ساعة ونصف في طريقه من بيته في ضاحية ويلمنجتون إلى واشنطن.
في عام 1975، تزوج بايدن من جيل تراسي جايكوب. وأنجبا ابنة واحدة وهي آشلي والاثنان عضوان في الكنيسة الكاثوليكية الرومانية. في فبراير من عام 1988، نُقل بايدن مرتين إلى المستشفى بسبب تمدد في الأوعية الدموية الدماغية (أم دم) مما منعه من ممارسة عمله في مجلس الشيوخ مدة سبعة أشهر.
الابن الأكبر لبايدن، بو، كان شريكا في شركة ويلمنجتون للقانون، وانتخب ليشغل منصب المدعي العام لديلوار في عام 2006. هو الآن القائد في حرس جيشِ ديلوار الوطني. ومن المتوقع أن يذهب إلى العراق في أكتوبر 2008.
ابن بايدن الأصغر، هانتر، يعمل كمحامٍ في واشنطن، ويخدم في مجلس إدارة امتراك، وسابقا عمل في قسم التجارة.
منذ 1991، عمل بايدن أيضا كأستاذِ مُلحَقِ في كلّيةِ قانون جامعةِ ويدينير حيث يدرس القانون الدستوري.

## سيناتور الولايات المتحدة
في عام 1969 بدأ في التدرب على العمل بالقانون في ويلمنجتون، ديلاوير، وانتخب بعدها ليكون قنصل نيوكاسل حيث خدم من سنة 1970 إلى 1972.
قدّمت انتخابات مجلس الشيوخ الأمريكية لبايدن فرصة مناسبة. فقد كان السيناتور الجمهوري الملتزم جيمس كاليب بوجس على أبواب تقاعده، مما يجعل من المحتمل أن يترك النائب بيت دو بونت ومحافظ ويلمنجتون في معركة أخلاقية. ومن أجل تجنب هذا، دعا الرئيس الأمريكي ريتشارد نيكسون إلى عقد اجتماع من أجل إقناع بوجز بالترشح مرة أخرى مع الدعم الجمهوري الكامل. ترشح بوجز ولكن فاز بايدن الديمقراطي في النهاية.
تسلّم بايدن المكتب في 3 يناير عام 1973 وهو في سن الثلاثين، لكي يصبح خامس أصغر سيناتور في تاريخ الولايات المتحدة. في عمر الثلاثين، كان بايدن في الحد الأدنى للسن لكي يصبح سيناتورا في الولايات المتحدة. ولا زال منذ ذلك الوقت يكسب الانتخابات بسهولة، هازما جيمس باكستر في عام 1978 وجون بوريس في عام 1984 وجاين برادي في عام 1990, ورايموند كلاتورثي في عام 1996 وفاز في عام 2000, بأغلبية ستين في المائة من الأصوات. والآن هو أكثر سيناتور استمر في مجلس الشيوخ الأمريكي في تاريخ ديلاوير. وقد أُعيد انتخابه مرة أخرى كسيناتور في عام 2008.
في عام 1974 اُخْتِيرَ السيناتور بايدن ليكون من ضمن المئتين من وجوه المستقبل من قبل صحيفة التايم.

### الدورة 110 من الكونغرس
عمل بايدن في اللجان التالية في الدورة 110 من الكونغرس الأمريكي
- لجنة العلاقات الخارجية (الرئيس)
  - كرئيس للجنة بأكملها وكان عضو في كل اللجان الفرعية.
- لجنة السلطة القضائية
  - لجنة مجلس الشيوخ الأمريكية القضائية الفرعية لمقاومة الاحتكار، سياسة منافسة وحقوق المستهلك
  - لجنة مجلس الشيوخ الأمريكية القضائية للجريمة والمخدرات، (الرئيس)
  - لجنة مجلس الشيوخ الأمريكية القضائية لحقوق الإنسان والقانون.
  - لجنة مجلس الشيوخ الأمريكية القضائية للهجرة، أمان الحدود والمواطنة.
  - لجنة مجلس الشيوخ الأمريكية القضائية للإرهاب، التكنولوجيا وسلامة أراضي الوطن.
- مؤتمر مجلس شيوخ أمريكي التحضيري للسيطرةِ على المخدراتِ الدوليةِ (مساعد الرئيس)

### لجنة القضاء
بايدن هو عضو قديم في لجنة القضاء بمجلس الشيوخ الأمريكي، التي رأسها من عام 1987 حتى عام 1995 وفيها خدم كعضو أقلية من عام 1981 حتى عام 1987 ومرة أخرى من عام 1995 حتى عام 1997. في هذه المدة، تعامل مع المسائل المتعلقة بسياسة المخدرات، منع الجريمة، والحريات المدنية. عندما كان رئيسا، ترأس جلستي تعيين محكمة عليا خصوصًا: بوبرت بورك في عام 1987 وكيلرنس توماس في عام 1991.
اشترك بايدن في صناعة العديد من قوانين الجريمة الفيدرالية في العقد السابق، بما فيها التحكم في جريمة العنف وإجراءات تطبيق القانون لعام 1994، وهو معروف بقانون بايدن للجريمة، والقانون الأبرز (العنف ضد حركة المرأة عام 1994) والذي يحتوي على جزء كبير من الإجراءات من أجل وقف العنف المنزلي ويزود البلايين من الدولارات للأموال الفيدرالية من أجل التوصل للجرائم المبنية على الجنس.
كرئيس للسيطرة المخدرات على المؤتمر التحضيري، كتب بادين القوانين التي صنعت كبار ضباط مكافحة المخدرات في الولايات المتحدة، الذين أشرفوا ونسقوا من أجل السيطرة على سياسة التحكم في المخدرات.

## النشاطات المبكرة في مجلس الشيوخ
في سنواته المبكرة في مجلس الشيوخ، ركّز بايدن على حماية المستهلك وعلى القضايا البيئية، ونادى بمزيد من مسائلة الحكومة. في عام 1974، اعتبرته جريدة تايم واحدًا من أهم 200 شخص للمستقبل. في مقابلة في 1974، وصف بايدن نفسه بأنه ليبرالي فيما يخص الحقوق المدنية والحريات وقضايا كبار السن والرعاية الصحية، ولكنه محافظ في قضايا أخرى كالإجهاض والتجنيد العسكري.
في 1993، صوّت بايدن لقرار بالحكم على المثلية الجنسية بأنها غير مناسبة للحياة العسكرية، وبذلك حرمان المثليين من الخدمة في القوات المسلحة الأمريكية. في 1996، صوت لقانون حماية الزواج والذي منع الحكومة الفدرالية من الاعتراف بزواج المثليين، وبذلك حرمانهم من الحماية المساوية أمام القانون الفدرالي بما يسمح للولايات بفعل ذلك. في 2015، حُكم على هذا القانون بكونه غير دستوري في قضية أوبرجفل ضد هودجز.

## الحملة الرئاسية في 1988
أعلن بايدن نيته الترشح ليكون مرشح الحزب الديمقراطي في 9 يونيو 1988. اعتُبر بايدن مرشحًا قويًا نظرًا لصورته المعتدلة وقدرته الخطابية ولكونه عضوًا في مجلس الشيوخ الأمريكي. كان بايدن ليصبح ثاني أصغر رئيس في تاريخ الولايات المتحدة بعد جون كينيدي.

### جراحة المخ
في فبراير 1988، بعد نوبات متتالية من آلام الرقبة الحادة، نقلته سيارة إسعاف إلى مركز والت ريد الطبي العسكري لإجراء جراحة في المخ. أبقته الجراحة بعيدًا عن العمل في مجلس الشيوخ مدة سبعة أشهر.

### السمعة
انتُخب بايدن أول مرة عضوًا في مجلس الشيوخ في عام 1972، وأعيد انتخابه بعدها في كل من 1978 و1984 و1990 و1996 و2002 و2008، حيث تحصل عادة على نسبة 60%. كان بايدن أحد أقل أعضاء المجلس ثراء، وهو ما أرجعه لكونه قد انتُخب صغيرًا.
يشتهر بايدن بقدرته الخطابية فهو محادث بارع وجادل وضيف فعال في برامج صباح الأحد الحوارية.

## توجهاته السياسية
يعتبر من الليبراليين المعتدلين عمومًا في توجهاته السياسية.
أما عن آرائه بالقضايا المطروحة:
- فهو فيما يتعلق بالطاقة يعارض التنقيب عن النفط في محميات آلاسكا مفضلاً البحث عن مصادر طاقة جديدة.
- فيما يتعلق بالهجرة فهو يؤيد منح تأشيرات للعمال الزائرين، ولكنه يدعم فكرة السور على الحدود مع المكسيك.
- كان من بين من صوتوا لصالح غزو أفغانستان عام 2001 والعراق عام 2003.
- وهو من دعاة تقسيم العراق إلى ثلاث فيدراليات (كردية وسنية وشيعية) وكان رأيه قد أثار جدلا بين العراقيين.
- فيما يتعلق بملف دارفور فهو يؤيد فكرة إرسال قوات أمريكية إلى السودان.
- أما بخصوص القضية الفلسطينية فهو معروف بتأييده الشديد لإسرائيل، وهو من أنصار حل الدولتين.
- فيما يتعلق بإيران فهو يؤيد الخيار الدبلوماسي مع استخدام إسلوب العقوبات. يجدر بالذكر أنه صوّت ضد اعتبار الحرس الثوري الإيراني منظمة إرهابية.

## نائب رئيس الولايات المتحدة الأمريكية
اختاره المرشح الديمقراطي للانتخابات الرئاسية باراك أوباما ليكون نائبه في الانتخابات الرئاسية 2008 وذلك لكونه عضواً قديما في الكونغرس الأمريكي وعلى دراية جيدة في مجال السياسة الخارجية وقضايا الدفاع، وقد استطاع مع أوباما تحقيق الانتصار في الانتخابات ليصبح نائبا للرئيس.
في 12 كانون الثاني 2017 فاجأه الرئيس باراك أوباما وقبل أيام من ترك الأخير لمنصبه في البيت الأبيض بمنحه أعلى وسام مدني في البلاد وهو وسام الحرية خلال حفل أُقيم في البيت الأبيض. وصرّح بايدن بعينين دامعتين بعد أن وضع أوباما وسام الحرية الرئاسي حول عنقه: “لم تكن لدي أدنى فكرة عن ذلك”.

## حملة عام 2008 للترشح لمنصب نائب الرئيس
بعد فترة قصيرة من انسحاب بايدن من السباق الرئاسي، أخبر أوباما بايدن سريًا أنه مهتم بإيجاد مكان مهم له في إدارة أوباما المُحتملة. رفض بايدن طلب أوباما الأول باستلامه منصب نائب الرئيس، خوفًا من أن يؤدي ذلك إلى خسارة في مكانته وفي عدد الأصوات التي سيحصل عليها في منصب السيناتور، لكنه غير رأيه لاحقًا. في 22 يونيو من عام 2008، أكَّد بايدن في مقابلة في برنامج ميت ذا بريس على هيئة الإذاعة الوطنية أنه رغم عدم سعيه النشيط لاستلام منصب نائب الرئيس، فهو سيقبل الترشيح إن عُرض عليه ذلك. في بداية شهر أغسطس، اجتمع أوباما وبايدن سريًا لمناقشة منصب نائب الرئيس المحتمل، وطوّر الاثنان علاقة شخصية قوية. في 22 أغسطس من عام 2008، أعلن باراك أوباما أن بايدن سيترشح معه للانتخابات. كتبت صحيفة نيويورك تايمز أن الإستراتيجية الكامنة وراء هذا الاختيار عكست وجود رغبة في منح المنصب لشخص لديه خبرة في السياسة الخارجية والأمن القومي؛ وليس منح المنصب لشخص من الولايات المتأرجحة أو التشديد على رسالة أوباما في «التغيير». أشار مراقبون آخرون إلى مناشدة بايدن المقترعين من الطبقة الوسطى والدنيا، بالإضافة إلى نيّته تحدي المرشح الجمهوري جون ماكين تحديًا عدوانيًا بطريقة يبدو أنها لم تكن مريحة بالنسبة إلى أوباما حينئذ. بقبوله عرض أوباما، استبعد بايدن إمكانية الترشح لرئاسة الجمهورية مجددًا عام 2016. (رغم أن تعليقات بايدن في سنوات لاحقة قد أظهرت تراجعه عن ذلك، إذ لم يرغب بايدن بتقليل نفوذه السياسي بأن يبدو غير مهتم مسبقًا). ترشح بايدن لمنصب رئاسة الجمهورية رسميًا في 27 أغسطس عن طريق التصويت في المؤتمر الديمقراطي الوطني عام 2008 في دنفر في كولورادو.
بعد اختياره بصفته مرشحًا لمنصب نائب الرئيس، أكدت أبرشية الروم الكاثوليك في ويلمينغتون أنه حتى في حال انتخابه لمنصب نائب الرئيس، لن يُسمح لبايدن بالتحدث في المدارس الكاثويكية. مُنع بايدن بعد وقت قصير من تناول القربان المقدس من قِبَل الأسقف في مسقط رأسه في سكرانتون في بنسلفانيا، بسبب تأييده حقوق الإجهاض، وعلى أي حال، استمر بايدن في تناول القربان المقدس في الأبرشية المحلية في ولاية ديلاوير. أصبحت سكرانتون نقطة تحول في المنافسة بين مقترعي الولايات المتأرجحة الكاثوليكيين بين الحملات الديمقراطية والمجموعات الليبرالية الكاثوليكية، التي تشدد على وجوب إيلاء الاهتمام لقضايا اجتماعية أخرى غير الإجهاض بنفس القدر أو أكثر بقليل، والعديد من الأساقفة والكاثوليكيين المحافظين الذين يعتقدون أن الإجهاض قضية شديدة الأهمية. قال بايدن إنه يؤمن بأن الحياة بدأت بفكرة، لكنه لن يفرض آرائه الدينية الشخصية على الآخرين. صرّح القس سالتاريلي مسبقًا تعليقًا على مواقف مشابهة لموقف بايدن: «لن يقبل أحد اليوم هذا التصريح من أي موظف حكومي: أعترض شخصيًا على العبودية والعنصرية، لكنني لن أفرض مواقفي الشخصية في الساحة التشريعية، وعلى هذا المنوال، لا يجب على أي منا أن يقبل هذا التصريح من أي موظف حكومي: أعارض الإجهاض شخصيًا، لكنني لن أفرض قناعاتي الشخصية في الساحة التشريعية».
حظيت حملة بايدن في أثناء ترشحه لمنصب نائب الرئيس بتغطية إعلامية بسيطة، لأن تركيز الإعلام انصب على المرشحة الجمهورية حاكمة آلاسكا سارة بالين. على سبيل المثال، في أثناء أحد أسابيع شهر سبتمبر من عام 2008، وجدت منظمة مشروع التميز في الصحافة التابعة لمركز بيو للأبحاث أن بايدن لم يحظَ سوى بنسبة 5% من التغطية الإخبارية في السباق، وهي نسبة أقل بكثير من النسبة التي حظي بها المرشحون الثلاثة الآخرون.

## ما بعد منصب نائب الرئيس
في عام 2017، أصبح بايدن أستاذ الممارسة الرئاسية برتبة بنجامين فرانكلين في جامعة بنسلفانيا، حيث كان ينوي التركيز على السياسة الخارجية والدبلوماسية والأمن القومي، بينما كان يقود مركز بن بايدن للدبلوماسية والمشاركة العالمية. أراد أيضًا متابعة برنامجه «كانسر مونشت»، وفي مارس 2017 وصف محاربة السرطان بـ «الشيء الوحيد المتبقي مشتركًا بين الحزبين في أمريكا».
كان بايدن صديقًا مقربًا للسيناتور جون ماكين لأكثر من 30 عامًا. وفي عام 2018، توفي ماكين عن عمر يناهز 81 عامًا بنوع السرطان ذاته الذي توفي بو بايدن إثره. ألقى بايدن التأبين في جنازة ماكين في فينيكس، أريزونا. وافتتح كلامه بـ «اسمي جو بايدن. أنا ديمقراطي. وأحببت جون ماكين». ولقّبه بـ «الأخ». وحمل بايدن أيضًا النعش في حفل تأبين ماكين في كاتدرائية واشنطن الوطنية إلى جانب وارن بيتي ومايكل بلومبيرغ.

### تعليقاته على الرئيس ترامب
أثناء حضوره لإطلاق مركز بن بايدن للديبلوماسية والمشاركة العالمية في 30 مارس 2017، سأل أحد الطلاب بايدن عن «النصيحة» التي يقدمها لترامب. رد بايدن بأن ترامب يجب أن ينضج ويتوقف عن التغريد حتى يتمكن من التركيز على المكتب. وقال بايدن خلال خطاب ألقاه في تجمع 29 مايو لمؤيدي فيل ميرفي في صالة مركز اجتماعي، «كثير من الناس خائفون. لعب ترامب على مخاوفهم. ما لم نفعله، في رأيي - وهذا انتقاد لنا جميعًا – هو أننا لم نخاطب مخاوف وتطلعات الأشخاص الذين ننتمي إليهم بما يكفي». وفي 17 يونيو 2017، تنبأ بايدن بأن «حالة الأمة اليوم لن يدعمها الشعب الأمريكي» أثناء حديثه في حملة لجمع التبرعات للحزب الديمقراطي بفلوريدا في هوليوود. وقال بايدن لبرنامج ذس مورنينغ على شبكة سي بي إس إن إدارة ترامب «تشعر بالحاجة إلى محاباة الأوتوقراطيين والديكتاتوريين» مثل قادة المملكة العربية السعودية، والرئيس الروسي بوتين، وزعيم كوريا الشمالية كيم جونغ أون، والرئيس الفلبيني رودريغو دوتيرتي. في أكتوبر 2018، قال بايدن إذا استعاد الديمقراطيون مجلس النواب، «آمل ألا يقوموا (بعزل ترامب). لا أعتقد أن للقيام بذلك أساسٌ الآن». في 11 يونيو 2019، انتقد بايدن حرب ترامب التجارية «المدمرة» مع الصين. وانتقد قرار ترامب بسحب القوات الأمريكية من سوريا، والذي يقول منتقدوه إنه أعطى تركيا الضوء الأخضر لشن هجوم عسكري ضد الأكراد السوريين.

#### تغير المناخ
أثناء ظهوره في مؤتمر برينستورم هيلث في سان دييغو، كاليفورنيا في 2 مايو 2017، قال بايدن إن الناس «أصبحوا متقدمين على الإدارة (في العلوم)». وفي 31 مايو، غرّد بايدن بأن تغير المناخ كان «تهديدًا وجوديًا لمستقبلنا» وأن البقاء في اتفاقية باريس كان «أفضل طريقة لحماية أطفالنا والقيادة العالمية». في اليوم التالي، بعد أن أعلن ترامب انسحاب الولايات المتحدة من الاتفاقية، غرد بايدن بأن ذلك «يعرض أمن الولايات المتحدة للخطر كما قدرتنا على امتلاك مستقبل الطاقة النظيفة». وأثناء حضوره قمة كونكورديا يورب في أثينا، اليونان في 7 يونيو، قال بايدن، في إشارة إلى الانسحاب من اتفاقية باريس: «إن الغالبية العظمى من الشعب الأمريكي لا يوافقون على القرار الذي اتخذه الرئيس».

#### الرعاية الصحية
في 22 مارس 2017، أثناء ظهوره الأول في كابيتول هيل منذ تنصيب ترامب، وصف بايدن فاتورة الرعاية الصحية الجمهورية بأنها «فاتورة ضريبية» تهدف إلى تحويل ما يقرب من تريليون دولار أمريكي تستخدم في الحصول على إعانات صحية للطبقات الأدنى إلى الأمريكيين الأغنياء. وفي 4 مايو، بعد تصويت مجلس النواب بفارق ضئيل على قانون الرعاية الصحية الأمريكية، غرّد بايدن بأنه «يوم عار على الكونغرس»، متأسفًا لفقدان حماية الحالات الموجودة مسبقًا. وفي 24 يونيو، ردًا على كشف الجمهوريين في مجلس الشيوخ عن مسودة قانون الرعاية الصحية الأمريكية في اليوم السابق، غرّد بايدن بأن مشروع القانون «لا يتعلق بالرعاية الصحية على الإطلاق - إنه نقل للثروة: عن طريق خفض الرعاية لتمويل التخفيضات الضريبية للأثرياء والشركات». وفي 28 يوليو، ردًا على فشل مشروع قانون الرعاية الصحية الجمهوري في مجلس الشيوخ، غرد بايدن بالقول، «شكرًا لكل من عمل بلا كلل من أجل حماية الرعاية الصحية للملايين».

#### الهجرة
في 5 سبتمبر 2017، بعد أن أعلن النائب العام جيف سيشنز أن إدارة ترامب ستلغي القرار المؤجل للواصلين أطفالًا، غرد بايدن، «هؤلاء الأطفال أحضرهم أهلهم، ولم يكن أمامهم خيار في المجيء إلى هنا. الآن سيرسلون إلى بلدان لم يعرفوها سابقًا. هذا قاسٍ. هذه ليست أمريكا».

#### حقوق مجتمع الميم
في 14 أبريل 2017، أصدر بايدن بيانًا شجب فيه السلطات الشيشانية لاحتجاز وتعذيب وقتل «الأفراد الذين يُعتقد أنهم مثليون»، معربًا عن أمله في أن تحترم إدارة ترامب تعهدًا مسبقًا بتعزيز حقوق الإنسان من خلال مواجهة الزعيم الشيشاني رمضان قديروف والقادة الروس على «هذه الانتهاكات الصارخة لحقوق الإنسان». وقال بايدن في 21 يونيو، خلال خطاب ألقاه أمام حفل اللجنة الوطنية الديمقراطية لمجتمع الميم في مدينة نيويورك، «حاسبوا الرئيس ترامب على تعهده بأن يكون صديقكم».
في 26 يوليو 2017، بعد أن أعلن ترامب عن منع الأشخاص المتحولين جنسياً من الخدمة في الجيش، غرد بايدن: «يجب على كل مواطن وطني مؤهل للخدمة في جيشنا أن يخدم. نهاية الحديث».
في مارس 2019، أدان بايدن قانون عقوبة الإعدام الجديد في بروناي، وغرد: «رجم الناس حتى الموت بسبب المثلية الجنسية أو الزنا أمر مروِّع وغير أخلاقي». واقترح أن عداء إدارة ترامب لحقوق مجتمع الميم كان مثالًا سيئًا لدول مثل بروناي.
في 6 مايو 2020، أيدت حملة حقوق الإنسان حملة بايدن الرئاسية لتحقيق المساواة بين الجنسين في الولايات المتحدة. قبل بايدن هذا التأييد وشدد على أهمية مواصلة الكفاح من أجل الحقوق المدنية.

## الحملة الرئاسية لعام 2020

### التوقع والإعلان
بين عامي 2016 و2019، غالبًا ما أشارت وسائل الإعلام إلى بايدن كمرشّح محتمل للرئاسة في عام 2020. وعندما سُئل عما إذا كان سيرشح نفسه، أعطى إجابات متنوعة ومتناقضة، قائلاً «لا تقل لا أبدًا». وفي مرحلة ما اقترح أنه لا يرى نفسه مرشحًا مرة أخرى، لكن بعد أيام قليلة قال: «سأترشح إن استطعت المشي». ثم شُكلت لجنة عمل سياسي تعرف باسم وقت بايدن في يناير 2018، سعيًا لدخول بايدن السباق الرئاسي.
قال بايدن إنه سيقرر ما إذا كان سيترشح أم لا بحلول يناير 2019، لكنه لم يصرح بأي إعلان في ذلك الوقت. قال الأصدقاء إنه «قريب جداً من الموافقة» لكنهم كانوا قلقين بشأن التأثير الذي يمكن أن تحدثه انتخابات رئاسية أخرى على عائلته وسمعته، فضلاً عن صراعات جمع الأموال وتصورات حول عمره ووسطيته النسبية. ومن ناحية أخرى، دفعه «إحساسه بالواجب» لترشيح نفسه، وانزعاجه من رئاسة ترامب، وعدم توفر خبرة في السياسة الخارجية بين المرشحين الديمقراطيين الآخرين، ورغبته في تعزيز «تقدمية بناء الجسور» في الحزب. وقد أطلق حملته في 25 أبريل 2019. واختار فيلادلفيا، بنسلفانيا، كمقر لها.

### ادعاءات الاتصال الجسدي غير المناسب
اتُهم بايدن باتصال غير لائق بالنساء في المناسبات العامة، مثل العناق أو التقبيل أو الإمساك أو وضع اليد على أكتافهن. ووصف نفسه بأنه «سياسي يتفاعل باللمس» واعترف بأن هذا السلوك تسبب بمشكلات له في الماضي.
في مارس 2019، زعمت لوسي فلورس، عضوة الجمعية السابقة في نيفادا، أن بايدن لمسها دون موافقتها في حملة عام 2014 في لاس فيغاس. وكتبت فلورس في مقال رأي أن بايدن قد مشى خلفها، ووضع يديه على كتفيها، وشم شعرها، وقبلها على رأسها، مضيفة أن الطريقة التي لمسها بها هي «طريقة حميمة مخصصة للأصدقاء المقربين أو العائلة أو الشركاء العاطفيين – وشعرت بأنني عاجزة عن التصرف حيال ذلك». قال المتحدث باسم بايدن إن بايدن لم يتذكر السلوك الموصوف. وبعد ذلك بيومين، قالت إيمي لابوس، وهي مساعدة سابقة في الكونغرس لجيم هايمز، إن بايدن لمسها بطريقة غير جنسية ولكنها غير لائقة من خلال إمساك رأسها وفرك أنفه بأنفها في حملة لجمع التبرعات السياسية في غرينتش عام 2009. وفي اليوم التالي، تقدمت سيدتان إضافيتان بمزاعم حول سلوك غير لائق. قالت كايتلين كاروسو إن بايدن وضع يده على فخذها، وقالت دي جي. هيل إنه مرر يده من كتفها إلى أسفل ظهرها. وفي أوائل أبريل 2019 قالت ثلاث سيدات لصحيفة واشنطن بوست إن بايدن لامسهن بطرق جعلتهن يشعرن بعدم الارتياح. في أبريل 2019 أيضًا، قالت موظفة بايدن السابقة تارا ريد إنها شعرت بعدم الارتياح في عدة مناسبات عندما لمسها بايدن على كتفها ورقبتها أثناء عملها في مكتبه بمجلس الشيوخ عام 1993. اعتذر بايدن عن عدم فهمه لرد فعل الناس على أفعاله، لكنه قال إن نواياه كانت شريفة. وتابع بالقول إنه لا يندم على أي شيء فعله على الإطلاق، ما دفع النقاد إلى اتهامه بإرسال رسالة مختلطة.
في مارس 2020، اتهمته ريد بالاعتداء الجنسي في عام 1993. ونفى بايدن وحملته هذا الإدعاء.

## الرئاسة (2021–2024)

### التنصيب
نُصب بايدن كرئيس السادس والأربعون للولايات المتحدة في 20 يناير 2021. في سن 78، أصبح أكبر شخص يتولى هذا المنصب. وهو ثاني رئيس كاثوليكي (بعد جون كينيدي) وهو أول رئيس من ولاية ديلاوير. وهو أول رئيس مُنذ جورج بوش الأب يشغل منصبي نائب الرئيس والرئيس، وثاني نائب رئيس غير شاغل للمنصب (بعد ريتشارد نيكسون في انتخابات الرئاسة الأمريكية 1968) ينتخب رئيسًا. وهو أيضًا أول رئيس من الجيل الصامت.
كان تنصيب بايدن "حدثًا صامتًا لا يشبه أي تنصيب سابق" بسبب احتياطات كوفيد-19 بالإضافة إلى التدابير الأمنية المتزايدة بشكل كبير التي أعقبت الهجوم على مبنى الكابيتول الأمريكي في 6 يناير. لم يحضر ترامب حفل التنصيب، ليصبح أول رئيس منتهٍ ولايته منذ تنصيب يوليسيس جرانت عام 1869 لا يحضر تنصيب خليفته.

### أول 100 يوم
وقع بايدن في أول يومين له كرئيس 17 أمرًا تنفيذيًا. تضمنت هذه الأوامر: إعادة الانضمام إلى اتفاقية باريس للمناخ، وإنهاء حالة الطوارئ الوطنية على الحدود مع المكسيك، وتوجيه الحكومة لإعادة الانضمام إلى منظمة الصحة العالمية، وتنفيذ متطلبات أقنعة الوجه على الممتلكات الفيدرالية، وتدابير مكافحة الجوع في الولايات المتحدة، وإلغاء التصاريح لبناء خط أنابيب كيستون إكس إل.

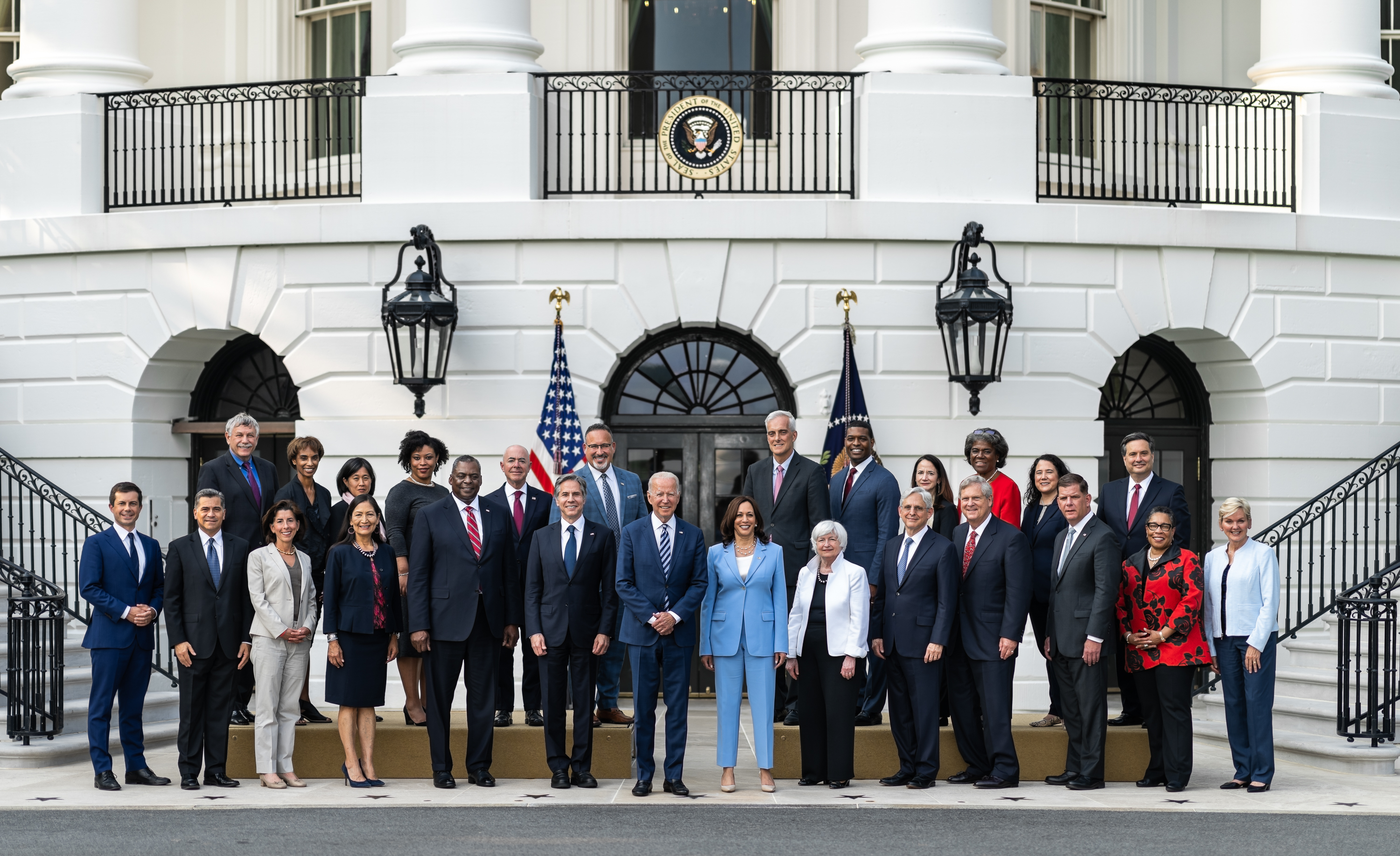
بايدن مع أعضاء حكومته، يوليو 2021

في الحادي عشر من مارس/آذار، الذكرى السنوية الأولى لإعلان منظمة الصحة العالمية عن فيروس كورونا المستجد باعتباره جائحة عالمية، وقع بايدن على قانون خطة الإنقاذ الأمريكية لعام 2021، وهو عبارة عن حزمة تحفيز اقتصادي وإغاثة بقيمة 1.9 تريليون دولار اقترحها لدعم تعافي الولايات المتحدة من الآثار الاقتصادية والصحية لجائحة كوفيد-19. تضمنت الحزمة مدفوعات مباشرة لمعظم الأمريكيين، وتوسيع نطاق إعانات البطالة، وتخصيص أموال لتوزيع اللقاحات وإعادة فتح المدارس، وتوسيع إعانات التأمين الصحي والائتمان الضريبي للأطفال. تضمن اقتراح بايدن الأولي زيادة الحد الأدنى للأجور الفيدرالية إلى 15 دولارًا في الساعة، ولكن بعد أن قررت عضو مجلس الشيوخ أن تضمين الزيادة في مشروع قانون تسوية الميزانية من شأنه أن ينتهك قواعد مجلس الشيوخ، رفض الديمقراطيون السعي لإلغاء قرارها وإزالة الزيادة من الحزمة.
في مارس أيضًا، وسط ارتفاع أعداد المهاجرين الذين يدخلون الولايات المتحدة من المكسيك، قال بايدن للمهاجرين: "لا تأتوا". وفي الوقت نفسه، قال بايدن إن المهاجرين البالغين "سيُعادون إلى وطنهم"، في إشارة إلى استمرار العمل بسياسة إدارة ترامب بموجب المادة 42 للترحيل السريع. أعلن بايدن في وقت سابق أن إدارته لن ترحل الأطفال المهاجرين غير المصحوبين بذويهم؛ مما أدى إلى ارتفاع أعداد الوافدين. وتجاوزت هذه الزيادة قدرة المرافق المخصصة لإيوائهم قبل إرسالها إلى الجهات الراعية، مما دفع إدارة بايدن في مارس/آذار إلى طلب المساعدة من الوكالة الفيدرالية لإدارة الطوارئ.
في 14 أبريل، أعلن بايدن أن الولايات المتحدة ستؤجل انسحاب جميع القوات من الحرب في أفغانستان حتى 11 سبتمبر، مما يشير إلى نهاية التدخل العسكري المباشر للبلاد في أفغانستان بعد ما يقرب من 20 عامًا. كانت إدارة ترامب قد أبرمت سابقًا صفقة مع طالبان في فبراير 2020 لسحب القوات الأمريكية بحلول 1 مايو 2021. قوبل قرار بايدن بمجموعة واسعة من ردود الفعل، من الدعم والارتياح إلى الخوف من الانهيار المحتمل للحكومة الأفغانية بدون دعم أمريكي. في 22-23 أبريل، عقد بايدن قمة دولية للمناخ أعلن فيها أن الولايات المتحدة ستخفض انبعاثات الغازات المسببة للانحباس الحراري بنسبة 50٪ -52٪ بحلول عام 2030 مقارنة بمستويات عام 2005. كما زادت دول أخرى تعهداتها. في 28 أبريل، عشية مرور 100 يوم على توليه منصبه، ألقى بايدن خطابه الأول في جلسة مشتركة للكونغرس.

### السياسة الداخلية
في 17 يونيو، وقع بايدن على قانون يوم استقلال جونتينث الوطني، الذي أعلن رسميًا عن جونتينث أو يوم الحرية كعطلة فيدرالية. يعد جونتينث أول عطلة فيدرالية جديدة مُنذ عام 1983. في يوليو 2021، وسط تباطؤ في التطعيم ضد فيروس كورونا في الولايات المتحدة وانتشار متحور دلتا، صرح بايدن أن البلاد تعاني من "جائحة لأولئك الذين لم يحصلوا على التطعيم" وأنه "من المهم جدًا" أن يحصل الأمريكيون على التطعيم.
في عام 2022، أيد الرئيس بايدن تغيير قواعد التعطيل في مجلس الشيوخ للسماح بتمرير قانون حرية التصويت وقانون حقوق التصويت لجون لويس، وكلاهما فشل في تجاوز عقبة الإغلاق في مجلس الشيوخ. ومع ذلك، لم ينجح تغيير القواعد المقترح حيث انضم السناتوران الديمقراطيان جو مانشين وكيرستن سينيما إلى الجمهوريين في معارضته. في أبريل 2022، وقع بايدن على قانون إصلاح الخدمة البريدية لعام 2022، بهدف إصلاح الشؤون المالية وعمليات الخدمة البريدية للولايات المتحدة.
في صيف عام 2022، أقر الكونجرس عدة تشريعات أخرى أيدها بايدن. كان أحد هذه التشريعات البارزة قانون المجتمعات الأكثر أمانا الذي تم تقديمه لمعالجة قضايا حيازة الأسلحة بعد حادثة إطلاق نار في مدرسة روب الابتدائية في أوفالدي بولاية تكساس. شمل هذا التشريع عمليات فحص خلفية موسعة لمشتري الأسلحة الذين تقل أعمارهم عن 21 عاما، وتوضيح متطلبات ترخيص الأسلحة النارية الفيدرالية، وتمويل قوانين العلم الأحمر على مستوى الولاية وبرامج التدخل في الأزمات الأخرى، وتجريم الاتجار بالأسلحة وعمليات الشراء الوهمية، وإغلاق جزئي للثغرة المتعلقة بالصديق. ووقع بايدن على مشروع القانون ليصبح قانونا في 25 يونيو/حزيران 2022.
تم تقديم قانون تكريم ميثاقنا لعام 2022 في عام 2021 ووقع عليه بايدن كقانون في 10 أغسطس 2022. يهدف القانون إلى تحسين الوصول إلى الرعاية الصحية وتمويلها بشكل كبير للمحاربين القدامى الذين تعرضوا لمواد سامة، بما في ذلك حفر الحرق، أثناء الخدمة العسكرية.
في 6 أكتوبر 2022، أصدر بايدن عفواً عن جميع الأمريكيين المدانين بحيازة "كميات صغيرة" من القنب بموجب القانون الفيدرالي. في 22 ديسمبر 2023، أصدر عفواً عن الأمريكيين الذين تعاطوا القنب أو حازوه على الأراضي الفيدرالية بغض النظر عما إذا كانوا قد وجهت إليهم اتهامات أو حوكموا. بعد شهرين من جولته الأولى من العفو، وقع على قانون احترام الزواج، الذي ألغى قانون الدفاع عن الزواج ويلزم الحكومة الفيدرالية بالاعتراف بصحة الزيجات بين نفس الجنس والزواج المختلط.
في يونيو 2024، أصدر بايدن قرارًا تنفيذيًا يمنح العفو للمهاجرين غير الشرعيين المتزوجين من مواطنين أمريكيين. يتضمن البرنامج مسارًا للحصول على الإقامة والجنسية الأمريكية ومن المتوقع أن يؤثر في البداية على حوالي 500000 شخص.

## الحملة الرئاسية لعام 2024

### الانسحاب
في يوم الأحد 21 يوليو 2024، قرر جو بايدن وبشكل مفاجئ، الانسحاب من الانتخابات الرئاسية الأميركية المقررة في الخامس من نوفمبر، وذلك بعد أن فقد الديمقراطيون الثقة في قدرته البدنية والعقلية على التغلب على المرشح الجمهوري دونالد ترمب. ويأتي قرار بايدن بعد نحو أسبوع من محاولة اغتيال ترمب، وبعد أيام من إعلان مرضه بفايروس كورونا.
وقال بايدن في منشور على منصة "إكس" إنه سيواصل أداء مهامه كرئيس وقائد أعلى للقوات المسلحة حتى انقضاء فترة ولايته في يناير 2025، مضيفًا أنه سيتحدث إلى الأمة في وقت لاحق هذا الأسبوع. وأضاف بايدن في المنشور: "لقد كان أعظم شرف في حياتي أن أخدم كرئيس لكم. ورغم أنني كنت أعتزم الترشح لولاية أخرى، أعتقد أنه من مصلحة حزبي وبلدي أن أتنحى وأركز فقط على أداء مهامي الرئاسية خلال الفترة المتبقية من ولايتي".
وأعلن بايدن أنه يؤيد ترشيح الحزب الديمقراطي نائبته كامالا هاريس لانتخابات 2024 الرئاسية. وقال بايدن عبر منصة إكس: "اليوم أريد أن أقدم دعمي وتأييدي الكاملين لكامالا لتكون مرشحة حزبنا هذا العام".

## الصورة العامة
كان بايدن يُصنَّف باستمرار كأحد أقل أعضاء مجلس الشيوخ ثراءً، وهي حقيقة عزاها إلى صغر سنه عند انتخابه. وشعورًا منه بأن المسؤولين العموميين الأقل ثراءً قد يميلون إلى قبول المساهمات مقابل الحصول على خدمات سياسية، اقترح بايدن تدابير إصلاح تمويل الحملات الانتخابية خلال ولايته الأولى. اعتبارًا من نوفمبر 2009، بلغت القيمة الصافية لثروة بايدن 27012 دولارًا.وبحلول نوفمبر 2020، بلغت قيمة عائلة بايدن 9 ملايين دولار، ويرجع ذلك إلى حد كبير إلى مبيعات الكتب ورسوم التحدث بعد توليه منصب نائب الرئيس.

### العمر والصحة
بايدن هو الرئيس الأكبر سنا في تاريخ الولايات المتحدة. وطوال فترة رئاسته، أثار الجمهوريون والديمقراطيون والخبراء مخاوف بشأن صحته الإدراكية ردا على خطاباته العامة. وقد أكد بايدن باستمرار أنه لائق للرئاسة.

## روابط خارجية
- جو بايدن على موقع IMDb (الإنجليزية)
- جو بايدن على موقع ميتاكريتيك (الإنجليزية)
- جو بايدن على موقع الموسوعة البريطانية (الإنجليزية)
- جو بايدن على موقع روتن توميتوز (الإنجليزية)
- جو بايدن على موقع مونزينجر (الألمانية)
- جو بايدن على موقع ألو سيني (الفرنسية)
- جو بايدن على موقع ميوزك برينز (الإنجليزية)
- جو بايدن على موقع رولينغ ستون (الإنجليزية)
- جو بايدن على موقع أول موفي (الإنجليزية)
- جو بايدن على موقع إن إن دي بي (الإنجليزية)